# Discours de Quimper
Le discours de Quimper est le dernier grand discours prononcé par Charles de Gaulle en tant que président de la République française, le 2 février 1969. Après avoir insisté, de manière peu habituelle pour un Président de la République Française, sur le caractère spécifique de la « province » de Bretagne et des autres provinces françaises, après avoir évoqué l'histoire de la Bretagne, ainsi que sa contribution significative à l'Histoire de la France, il détaille les ambitions qu'il voit pour celle-ci en matière économique, infra-structurelle, technologique, universitaire et politique. Il annonce, enfin, en en donnant la primeur aux bretons, la tenue d'un référendum portant sur la régionalisation.

## Description
Charles de Gaulle y annonce la tenue d'un référendum portant sur la régionalisation ainsi que le Plan routier breton .
De Gaulle y lit un vers écrit par son grand oncle, Charles de Gaulle  « Va c’horf zo dalc’het, med daved hoc’h nij va spered, Vel al labous, a denn askel, Nij da gaout e vreudeur a bell. » (Mon corps est retenu mais mon esprit vole vers vous, comme l’oiseau à tire d’aile vole vers ses frères qui sont au loin.)